# 卢杜埃圣米歇尔
卢杜埃圣米歇尔（法語：Lourdoueix-Saint-Michel，法語發音：[luʁdwɛ sɛ̃ miʃɛl]）是法国安德尔省的一个市镇，位于该省南部，属于拉沙特尔区。

## 地理
卢杜埃圣米歇尔（46°25'36"N, 1°43'48"E）面积19.67 平方千米，位于法国中央-卢瓦尔河谷大区安德尔省，该省份为法国中部省份，北起卢瓦-谢尔省，西北接安德尔-卢瓦尔省，西南接维埃纳省，南至克勒兹省和上维埃纳省，东临谢尔省。
与卢杜埃圣米歇尔接壤的市镇（或旧市镇、城区）包括：弗雷斯利讷、梅阿讷、努兹罗勒、奥尔塞讷、圣普朗泰尔。

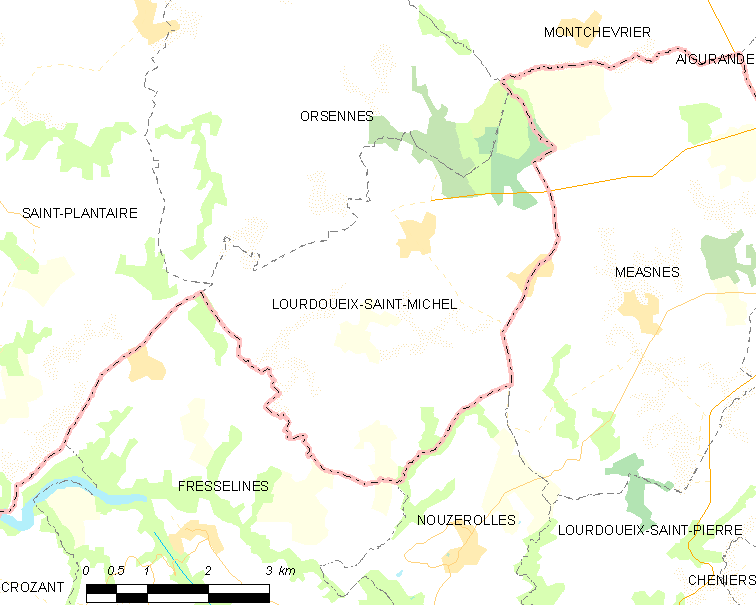
卢杜埃圣米歇尔的OSM定位图

卢杜埃圣米歇尔的时区为UTC+01:00、UTC+02:00（夏令时）。

## 行政
卢杜埃圣米歇尔的邮政编码为36140，INSEE市镇编码为36099。

## 政治
卢杜埃圣米歇尔所属的省级选区为讷维圣塞皮尔克县。

## 人口

1962-2008年间卢杜埃圣米歇尔人口变化图示

卢杜埃圣米歇尔于2022年1月1日时的人口数量为303人。